# Melitturga barbarae
Melitturga barbarae là một loài Hymenoptera trong họ Andrenidae. Loài này được Eardley mô tả khoa học năm 1991.